# PACage
PACage合同会社（パッケージ）は、日本の芸能事務所。主に俳優、声優のマネージメントを行っている。

## 社史
2025年3月7日、オフィスPACが同年3月31日付をもって法人解散するにあたり、所属声優だった駒谷昌男が代表となりPAC所属メンバーを中心に設立した。

## 所属俳優・声優

### 男性
- 秋元羊介
- 荻沢俊彦
- 風間秀郎
- 駒谷昌男（代表）
- 側見民雄
- 平勝伊
- 永田昌康
- 藤高智大
- 星野貴紀
- 森源次郎

### 女性
- 清水みか
- 田中晶子

### 新人

#### 男性
- 有上卓利
- 木村宗一郎
- 汐見和由
- 中村達也
- なすはらリョウ
- 土生駿
- 好川敬太

#### 女性
- 上木沙織
- 尾崎梨乃
- 小見山未来
- 高橋沙耶香